# Деньє (щільність)
Деньє (скорочено ден, позначається D, DEN) — позасистемна одиниця лінійної густини (щільності) волокон або ниток, тобто відношення їхньої маси до довжини.

## Опис
Волокно довжиною 9000 метрів і вагою 1 грам має щільність 1 деньє (D).
{\displaystyle 1\ \mathrm {den} ={\frac {1\ \mathrm {g} }{9000\ \mathrm {m} }}}
1 ден = 1 г/9000 м (або 0,00000011 кг/м). Таким чином, деньє — технічна характеристика товщини волокна, яка визначає щільність виробу (фактуру тканини або трикотажного полотна), яка залежить від кількості та якості волокон, схеми їхнього переплетення в тканині або полотні. Переважно застосовується для панчішно-шкарпеткових виробів, а в останні роки[коли?] використовується для нейлонових та поліестерових тканин: Кордура, Оксфорд.
Наприклад: найпопулярнішою щільністю панчох або колготок для щоденного носіння є 20 ден, 40 ден вважається офісним стилем, а 70 ден — для прохолодної погоди. Надлегкі (або дуже прозорі) панчохи або колготки, щільність яких 15, 12 та 10 ден, підходять до вечірніх суконь.
Для нейлонових тканин з яких шиють туристичне та військове спорядження популярною щільністю ден є: 210D, 600D, 1000D.

## Зв'язок з іншими одиницями виміру

### Текс
1 ден дорівнює {\displaystyle {\frac {1}{9}}} текс. Отже, для переведення лінійної щільності, вираженій в одиницях деньє ({\displaystyle D_{den}}), в лінійну щільність в одиницях текс ({\displaystyle D_{tex}}) використовують співвідношення: {\displaystyle D_{tex}={D_{den}}/9}

### г/м²
Сітка відношень Ден (D) до щільності грам на метр квадратний (г/м²):
- 210D = 115 г/м²
- 600D = 240 г/м²
- 1000D = 350 г/м²